# Aleksandar Todorov
Aleksandar Todorov (in macedone Александар Тодоров?; Skopje, 17 luglio 1973) è un allenatore di pallacanestro macedone.

## Palmarès
- Campionato macedone: 1

MZT Skopje: 2011-2012
- Coppa di Macedonia: 1

MZT Skopje: 2012
- Lega Balcanica: 1

Rilski Sportist: 2008-2009